# Оливейра (Мезан-Фриу)
Оливейра (порт. Oliveira) — район (фрегезия) в Португалии, входит в округ Вила-Реал. Является составной частью муниципалитета Мезан-Фриу. По старому административному делению входил в провинцию Траз-уж-Монтиш и Алту-Дору. Входит в экономико-статистический субрегион Доуру, который входит в Северный регион. Население составляет 456 человек на 2001 год. Занимает площадь 3,40 км².